# Ceyloniola magnifica
Ceyloniola magnifica är en tvåvingeart som först beskrevs av Robert W. Lichtwardt 1909.  Ceyloniola magnifica ingår i släktet Ceyloniola och familjen Nemestrinidae.
Artens utbredningsområde är Sri Lanka. Inga underarter finns listade i Catalogue of Life.